# خارمیان
خارمیان، روستایی از توابع بخش رودپی شهرستان ساری در استان مازندران ایران است و آخرین روستا در اطراف خود میباشد.

## جمعیت
این روستا در دهستان رودپی غربی قرار داشته و بر اساس آخرین سرشماری مرکز آمار ایران که در سال ۱۳۸۵ صورت گرفته، جمعیت آن ۸۹۲نفر (۲۳۰خانوار) بوده‌است.